# Plectocryptus miyabei
Plectocryptus miyabei är en stekelart som beskrevs av Matsumura 1911. Plectocryptus miyabei ingår i släktet Plectocryptus och familjen brokparasitsteklar. Inga underarter finns listade i Catalogue of Life.